# 华安证券
华安证券股份有限公司（上交所：600909，简称：华安证券），是中国上海证券交易所的一家上市公司，同时也是安徽省人民政府国有资产监督管理委员会监管的安徽省属国有企业。
公司前身是1991年成立的安徽省证券公司，为安徽省第一家证券机构。2001年，在原安徽省证券公司、安徽证券交易中心的基础上，成立华安证券有限责任公司。2012年，华安有限整体变更为股份有限公司并更名为“华安证券股份有限公司”。2016年12月6日，在上海证券交易所挂牌上市。
2020年，公司实现营业收入33.57亿元，同比增长3.87%；实现净利润12.68亿元，同比增长14.39%。
2021年7月24日，中国证券监督管理委员会发布《2021年证券公司分类结果》，其中华安证券被评为A级，与2020年的BBB级有所上升。

## 子公司
- 华富基金管理有限公司
- 华安期货有限责任公司
- 华富嘉业投资管理有限公司
- 安徽华安新兴证券投资咨询有限责任公司
- 华富瑞兴投资管理有限公司